# Sculpteo
Sculpteo est une société française commercialisant un service d'impression 3D en ligne. Présente en Europe et en Amérique du Nord, elle est rachetée par le groupe allemand BASF en 2019.

## Concept
La société commercialise, à destination de particuliers, d'entreprises et d'industriels, un service dʼimpression 3D en ligne et la fabrication d’objets à partir de fichiers 3D. Le client peut charger son modèle 3D sur le site et obtenir son devis automatiquement.    
Sculpteo propose un service de prototypage rapide, de fabrication à demande, ou sous-traitance, grâce à différentes technologies de fabrication tels que: frittage laser, HP Multi Jet Fusion, stéréolithographie, FDM, etc. Ces services de prototypage et de production s'adressent à toutes les industries, notamment aux secteurs du drone, du médical, de l'électronique, de la robotique et du luxe.      
Le tarif dépend de la commande, le prix est calculé en fonction du volume de matière utilisé, de la dimension et du nombre de pièces.

## Histoire
Éric Carreel et Clément Moreau se rencontrent chez Inventel. Alors qu'ils ont finalisé un prototype de télécommande multimédia dont le but est de piloter des appareils domestiques, la direction du groupe Thomson refuse de financer le moule du boitier. Naît alors l'idée qu'il existe un futur marché. Sculpteo est finalement créée en 2009 avec Jacques Lewiner. Les trois cofondateurs investissent deux millions d'euros lors du lancement. À l'origine, l'entreprise cible le grand public. Cependant, l'offre ne prend pas et constitue surtout une « vitrine » pour l'entreprise, raison pour laquelle une redirection est opérée en 2011 vers le secteur des professionnels où la demande est réelle,.
Fin 2012, la société lève deux millions d'euros notamment auprès de XAnge. 
En 2013, le Consumer Electronics Show lui remet le prix de l'innovation dans la catégorie application mobile.  
En 2014, l'entreprise intègre son service d'impression dans Adobe Photoshop Creative Cloud.  
En 2015, une levée de fonds de cinq millions d’euros est annoncée. Dans un contexte de forte expansion du domaine, l'entreprise décide de réinvestir une partie de la somme dans un atelier de production à San Francisco.
En 2017, 40 % du chiffre d'affaires est réalisé aux États-Unis. Cette même année, la prestation de Sculpteo est intégrée à ZBrush. 
En novembre 2019, BASF acquiert l'entreprise. À cette date, cette dernière ne compte plus qu'un site en France (Villejuif) après la fermeture de celui situé à Arreau. Le montant de la transaction n'est pas communiqué.
En juin 2022, Sculpteo a annoncé Alexandre d'Orsetti comme son nouveau PDG.